# 波提紐斯
波提紐斯，前一世紀人物，他是托勒密埃及的宦官，財政大臣，後成為托勒密十三世的攝政。他最為人所知的是他讓托勒密十三世轉而對付姊姊兼共治者克麗奧佩脫拉七世，因而引發內戰。之後他還殺了落難的龐培，企圖取悅尤利烏斯·凱撒。
前51年，當托勒密十二世逝世，據他的遺願，使托勒密十三世和克麗奧佩脫拉七世成為埃及的共同執政者，並讓羅馬共和國成為他們的保護者。而托勒密十三世尚年幼，由波提紐斯擔任他的攝政，同時將軍阿基拉斯、修辭學皇家導師狄奧多圖斯也擔任托勒密的監護者。隨著托勒密和克麗奧佩脫拉年齡增長，波提紐斯依舊擔任托勒密的攝政。大部分的埃及學家認為，是因為在波提紐斯的影響下，托勒密十三世才會轉向對付克麗奧佩脫拉。並在前48年春季，托勒密藉由波提紐斯誘導，試圖廢逐克麗奧佩脫拉，使自己成為唯一的統治者，其中波提紐斯在幕後策劃整個行動。他們最終控制首都亞歷山卓，迫使克麗奧佩脫拉逃離這座城市，但她很快就召集自己的軍隊，發動內戰。此時克麗奧佩脫拉的妹妹阿爾西諾伊四世也宣稱自己應有女王頭銜，使情況更為混亂。
單時羅馬也爆發內戰，前48年，龐培在法薩盧斯戰役被凱撒擊敗後逃到埃及外海，尋求埃及庇護。然而波提紐斯起初假裝答應，實際上等到龐培落入手中後便把他的頭砍下，有意把龐培的頭作為送給凱撒的禮物，來取悅凱撒。當凱撒隨後跟著龐培的逃亡路線來到埃及，發現龐培已死，對此凱撒相當哀傷，且氣憤波提紐斯的作為，並為龐培辦理一場莊隆的羅馬式葬禮。波提紐斯可能沒有設想到凱撒曾經饒恕政敵的事蹟，如西塞羅等等，而失策。因此克麗奧佩脫拉藉此機會獲得凱撒支持，最後成為他的情人。另外，在評論波提紐斯殺了龐培一事時，有關史料上僅有羅馬一方，因此對波提紐斯而言相當負面的評論，並認為他是有意取悅凱撒才做了此事，但很可能他的這項決議是為了防止埃及捲入羅馬內戰才施行的。
後來凱撒企圖讓克麗奧佩脫重回女王之位，與托勒密十三世共治，凱撒還處死了波提紐斯。根據凱撒《內戰記》最後一章，當時波提紐斯設法讓阿基拉斯率軍攻擊亞歷山卓的羅馬軍，並在派遣使者連繫與阿基拉斯時，使者被捕獲，讓波提紐斯計畫曝露。因此凱撒逮捕波提紐斯，可能以小刀殺了他。波提紐斯死後，很快就展開為期十月的亞歷山卓圍城戰。

## 腳註
1. ↑  Konrat Ziegler: Potheinos 1). In: Realencyclopädie der Classischen Altertumswissenschaft (RE), vol. XXII, 1 (1953), col. 1177